# Luke Cook
Luke Cook (Sídney, Australia; 19 de diciembre de 1986) es un actor, escritor y director de cine australiano conocido por interpretar a Lucifer Morningstar en la serie Chilling Adventures of Sabrina producida por Netflix. Hizo sus primeras apariciones en Baby Daddy (2012) y Modern Family (2009).

## Biografía
Luke Cook nació el 19 de diciembre de 1986 en la ciudad de Sídney, en el estado de Nueva Gales del Sur (Australia). Proveniente de una familia religiosa, su padre es un ministro de la iglesia de Sídney y su madre, una devota cristiana. Hizo su debut de actuación en 2004, cuando apareció en una escena de The Graffiti Artist grabada en el Burnside Skate Park. Para incrementar su carrera cinematográfica, se mudó a Los Ángeles.
Posteriormente, actuó en series de televisión como Baby Daddy (2012), Major Crimes (2012), a Dorian Gray en The Librarians (2013), Mistery Girls (2014), How to Get Away with Murder (2014) y Faking It (2014). Cook tiene muchos créditos teatrales a su nombre, pero entre sus interpretaciones se destaca su actuación junto Al Pacino y Judith Light en la obra God Locked Away de Dotsan Rader, que hizo su estreno mundial en la ciudad de Los Ángeles. Interpretó a Lucifer Morningstar a partir de la segunda temporada (2019) de la serie de Netflix Chilling Adventures of Sabrina. Dio vida al personaje "amigo enemigo" de Zylak en Guardianes de la Galaxia vol. 2 en 2017. Ese mismo año, hizo una aparición en la serie de televisión Dinastía.

## Vida personal
Además de actuar, Cook es director de cine y escritor, que ha contribuido a una serie de cortometrajes y series web, como la exitosa Zach & Denis: How It All Began de 2016 transmitida por Prime Video. Se comprometió con Kara Wilson en 2019. El 11 de noviembre del año siguiente, dieron la bienvenida a un hijo, llamado Chaplin. Su segundo hijo, Ozzie Alexander, nació el 15 de noviembre de 2022.

## Filmografía

### Cortometrajes
| Año  | Título                                     | Papel                |
| ---- | ------------------------------------------ | -------------------- |
| 2004 | The Graffiti Artist                        | (Sin nombre)         |
| 2007 | 20-20 Hindsight                            | Kurt                 |
| 2009 | Audition                                   | Julian Kindred       |
| 2010 | Move-in Special                            | Tim                  |
| 2013 | Glove                                      | Tom Sutherton        |
| 2013 | Where Ya At                                | Jake                 |
| 2013 | Teen Force Ninjas                          | Ninja rojo           |
| 2013 | Love and Laundry                           | Lachlan              |
| 2013 | Highway 15                                 | Fiestero             |
| 2014 | First Kiss                                 | Besador              |
| 2014 | First Sh*t                                 | (Sin nombre)         |
| 2015 | Picky Eater Struggles                      | Cajero               |
| 2015 | Why it Would Suck to Date an Avenger       | Novio de Black Widow |
| 2015 | Once More, with Feeling                    | Will                 |
| 2016 | An Arbitration                             | Donald Slayer        |
| 2016 | Good Morning                               | Al                   |
| 2016 | Slant                                      | Pretendiente         |
| 2016 | Dope Boys                                  | DJ Schwag            |
| 2016 | When Kids Grow Up                          | Clint                |
| 2016 | Heirloom                                   | Paul                 |
| 2016 | Gone                                       | Novio                |
| 2016 | Escape                                     | Rains                |
| 2016 | Brojob                                     | Marty                |
| 2017 | How It All Began                           | Luke                 |
| 2018 | Amigos                                     | Jeremy               |
| 2018 | Trust me: A Witness Account of the Goatman | Jim                  |

### Cine y televisión
| Año       | Título                                | Papel                       |
| --------- | ------------------------------------- | --------------------------- |
| 2010      | Cops LAC                              | Brandon                     |
| 2010      | A Veil of Tears                       | Brandon                     |
| 2013      | Fresh Meat                            | Chadwick                    |
| 2014      | Seeing Past It                        | Danny                       |
| 2014      | Danny                                 | Danny                       |
| 2014      | Mystery Girls                         | Seth                        |
| 2014      | Bag Ladies                            | Seth                        |
| 2015      | Baby Daddy                            | Ian                         |
| 2015      | Always Worthy                         | Jake Slade                  |
| 2015      | One Night Stand Off                   | Ian                         |
| 2015      | Faking It                             | Daniel                      |
| 2015      | The Revengers: The Age of the Monocle | Daniel                      |
| 2015      | Ur in Analysis                        | Rick                        |
| 2015      | Stripped                              | Daniel                      |
| 2015      | Rules of Engagement                   | Harris                      |
| 2015      | The Librarians                        | Dorian Gray                 |
| 2015      | Crack the Code                        | Harris                      |
| 2015      | And the Image of Image                | Dorian Gray                 |
| 2016      | Modern Family                         | Cliff                       |
| 2016      | Intricate of Vengeance                | Oliver Sten                 |
| 2016      | Major Crimes                          | Joey Bowie                  |
| 2016      | I Don't Know How She Does It          | Cliff                       |
| 2016      | Family Law                            | Joey Bowie                  |
| 2017      | Guardianes de la Galaxia vol. 2       | Amigo enemigo de Zylak      |
| 2018      | How to Get Away with Murder           | Guardia león                |
| 2018      | He's a Bad Father                     | Guardia león                |
| 2018      | Daemon 9 (videojuego)                 | Locutor de telediario (voz) |
| 2019      | Star Wars Jedi: Fallen Order          | Sorc Tormo (voz)            |
| 2019-2020 | Chilling Adventures of Sabrina        | Lucifer Morningstar         |
| 2020      | Katy Keene                            | Guy LaMontagne              |
| 2020      | How Do You Know Chris?                | Chris                       |
| 2021      | Eye Without a Face                    | Eric                        |
| 2021      | Spare Me                              | Darrow                      |
| 2021      | Dynasty                               | Ex novio de Kirby           |